# Joaquín Sorolla García vestit de blanc
Joaquín Sorolla García vestit de blanc és una obra de Joaquim Sorolla i Bastida pintada a l'oli sobre llenç amb unes dimensions de 85 × 65 cm. Datada l'any 1896, forma part del fons del Museu Sorolla de Madrid, del que forma part de la seua exposició permanent. Va passar a formar part de la col·lecció del museu després de la donació del llegat de Joaquín Sorolla García a la Fundació Museu Sorolla en 1951.
Es tracta d'un retrat a tres quarts de l'únic fill varó del pintor, Joaquín Sorolla García, de nen, vestit de blanc, assegut i observant l'espectador. Sorolla va retratar en nombrosos llenços la seua família, tant la seua esposa Clotilde, com els seus descendents. El seu fill Joaquín apareix per exemple en Mi familia, al costat de la seua dona Clotilde i les seues filles María i Elena. En 1917 tornaria a pintar un retrat del seu fill assegut, aquesta vegada ja adult, Joaquín Sorolla García assegut, també exposat al Museu Sorolla. Un altre retrat del seu fill és Joaquín Sorolla García i el seu gos.